# John B
John B (John Bryn Williams, Berkshire, Inglaterra; 12 de julio de 1977) es un DJ y productor de música electrónica inglés. Se ha caracterizado por su excéntrica vestimenta y su pelo salvaje y por su producción de varias pistas de batería y bajo de última generación.
John B se ubicó en el número 76 en la encuesta anual de los 100 mejores DJs de 2010 de la revista DJ Magazine, anunciada el 27 de octubre de 2010.

## Carrera
Williams comenzó a producir música alrededor de los 14 años y ahora es la cabeza del sello discográfico de batería y bajo Beta Recordings, junto con sus especialistas en Nu Electro. También ha publicado en Formation Records, Metalheadz y Planet Mu. Williams fue clasificado como en el puesto número 92 de DJ de Drum and Bass en Top 100 de la revista DjMag en 2009.

## Estilo
Si bien su sonido característico ha evolucionado a lo largo de los años, generalmente incluye voces femeninas y sintes parecidos al trance (un estilo que los oyentes han denominado "trance and bass", "trancestep" y "futurestep"). Su concentración más reciente es una fusión de electro y Drum and Bass influida en los años ochenta, que se denominó "electrostep". Al principio (alrededor de principios de 2002), este estilo parecía extraño y cómico para algunos en la comunidad de Drum and Bass. Sin embargo, este movimiento le ha dado a John la habilidad de llevar su estilo hacia adelante. Ha incursionado en el Darkstep, Jazzstep y varios otros estilos en su época. Cuando hace de DJ, es conocido por hacer girar tanto la Drum and Bass y el electro house, a veces con otros géneros como la música disco y el rock, en los mismos sets.

## Discografía
- Visions (1997)
- Catalyst (1999)
- Future Reference (2001)
- Brainstorm (2002)
- Mercury Skies (2003)
- In:transit (2004)
- American Girls (2004)
- Electrostep (2006)
- To Russia With Love (2008) (MixCD)
- Light Speed (2012)